# Advogada (mariologia)

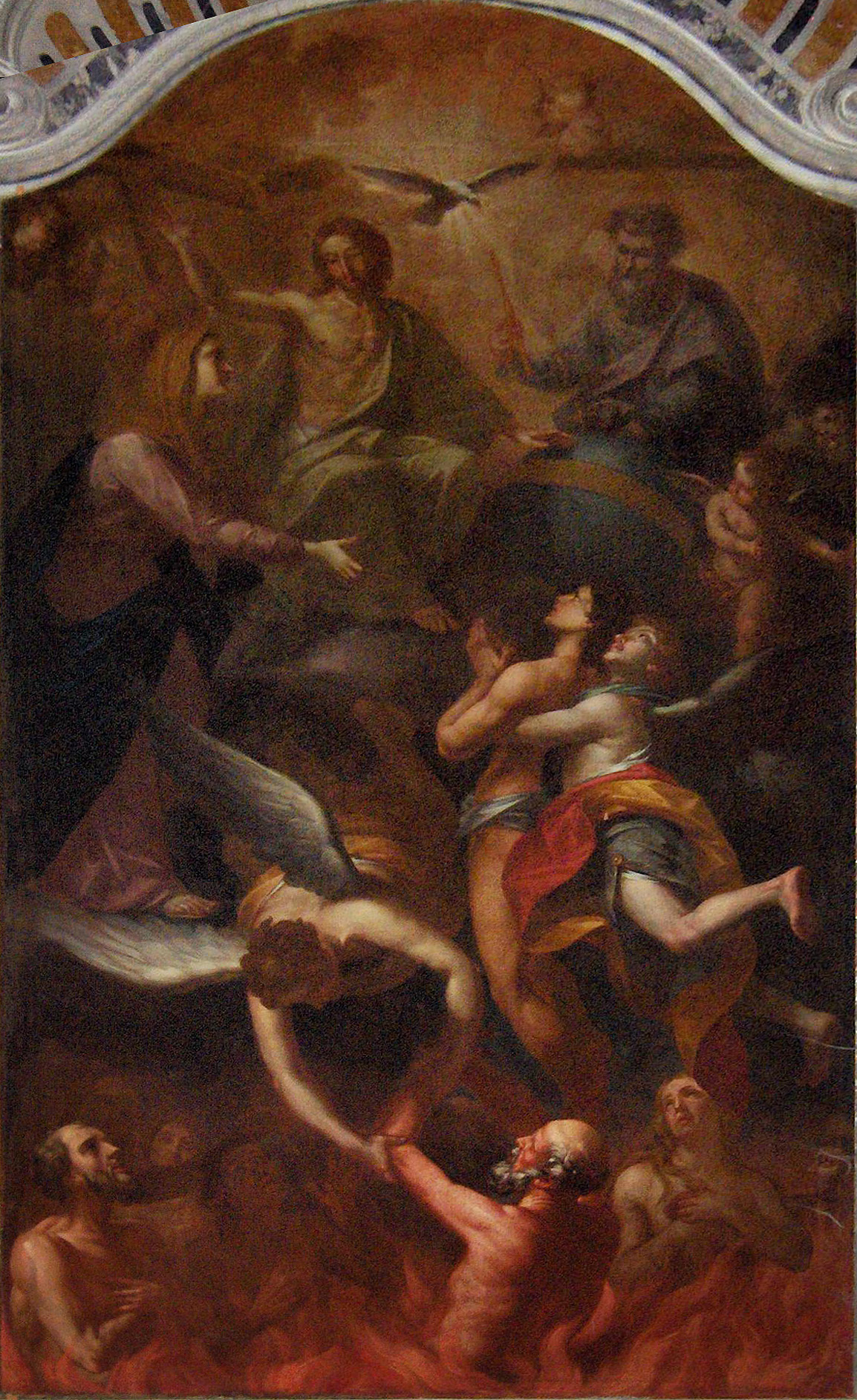
"Ressurreição dos mortos", Igreja de São João Batista em Cervo, Itália

Na concepção do catolicismo, referir-se a Maria como Advogada diz respeito ao seu papel intercessório de defesa pela obtenção de um favor ou pela salvação de uma alma, mediante súplicas a seu filho Jesus. A Igreja atribui à Maria o título "Advocata Nostra", sendo este especialmente invocado na oração da Salve Rainha.
O documento Lumen Gentium assim afirma:

De fato, depois de elevada ao céu, não abandonou esta missão salvadora, mas, com a sua multiforme intercessão, continua a alcançar-nos os dons da salvação eterna (185). Cuida, com amor materno, dos irmãos de seu Filho que, entre perigos e angústias, caminham ainda na terra, até chegarem à pátria bem-aventurada. Por isso, a Virgem é invocada na Igreja com os títulos de advogada, auxiliadora, socorro, medianeira (186)".
Tal doutrina mariológica é proposta para tornar-se um dogma desde os tempos do pontificado de João Paulo II, ao lado de "medianeira de todas as graças" e "corredentora do gênero humano".